# 希波什·安娜
希波什·安娜（匈牙利語：Sipos Anna，1908年4月3日—1988年1月1日），犹太裔匈牙利女子乒乓球运动员。她曾获得11枚世界乒乓球锦标赛金牌。